# 虹をこえて
「虹をこえて」（にじをこえて）は、インディカ29のシングル。

## 解説
- 規格品番は、TL-0011。

## 収録曲
CD
1. 虹をこえて
2. 恋のメロディライン